# Contador Geiger

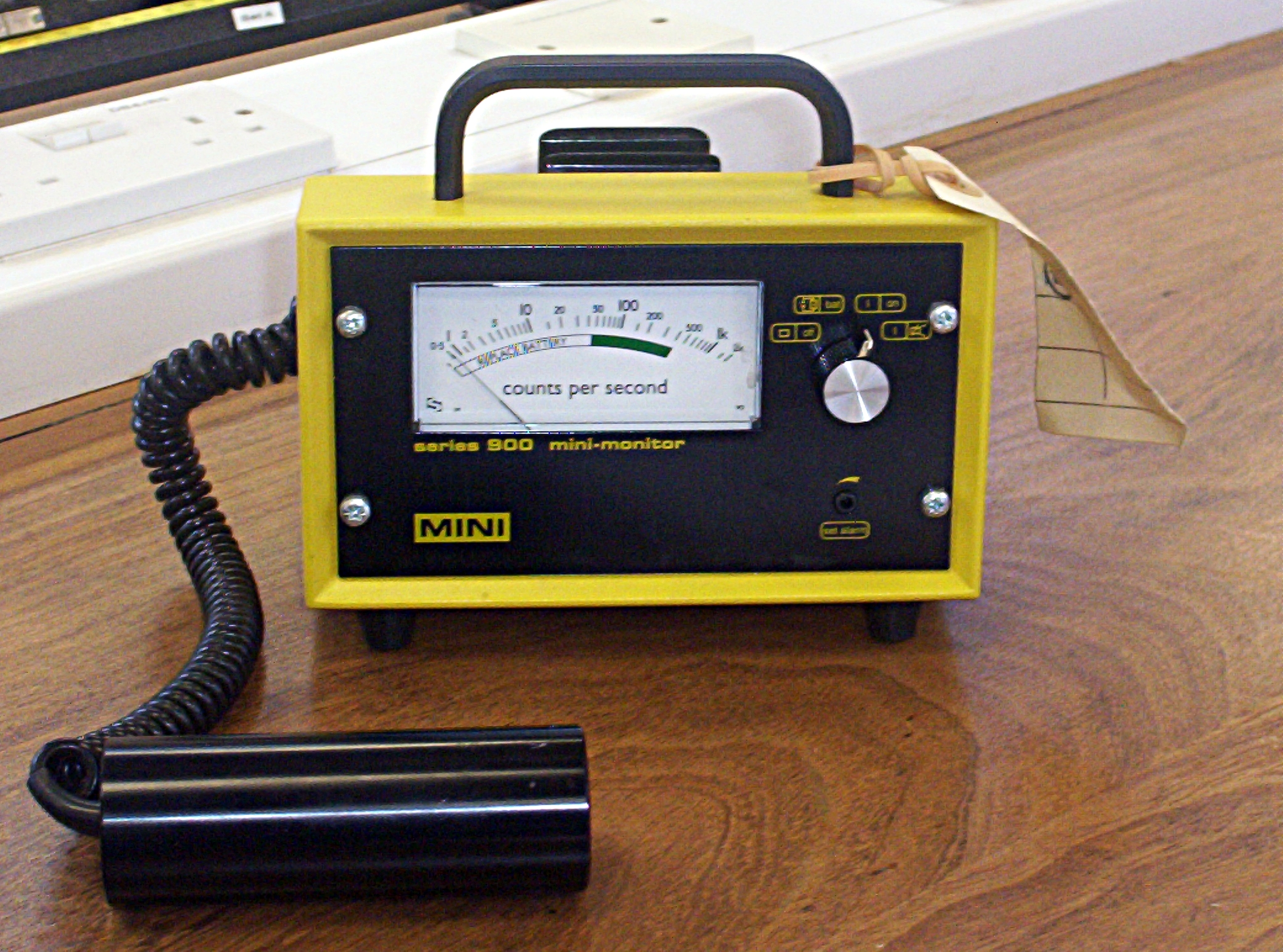
Contador Geiger moderno.

Un contador Geiger es un instrumento que permite medir la radiactividad de un objeto o lugar. Es un detector de partículas,  así como de radiaciones ionizantes.

## Descripción
Está formado, normalmente, por un tubo con un fino hilo metálico a lo largo de su centro. El espacio entre ellos está aislado y relleno de un gas, y con el hilo a unos 1000 voltios con respecto al tubo.
Cuando un ion o un electrón penetran en el tubo (o bien se libera un electrón de su pared por efecto de los rayos X o gamma), se desprenden electrones de los átomos del gas que rellena el tubo. Debido al voltaje positivo del hilo central, son atraídos hacia él, y al hacer esto ganan energía, colisionan con los átomos del gas y liberan más electrones, hasta que el proceso se convierte en una avalancha que produce un pulso de corriente detectable. Relleno de un gas adecuado, el flujo de electricidad se para por sí mismo o incluso el circuito eléctrico puede ayudar a pararlo.
Al instrumento se le llama un "contador" debido a que cada partícula que pasa por él produce un pulso idéntico, permitiendo contar las partículas (normalmente de forma electrónica) pero sin proporcionar datos acerca del tipo de radiación o sobre su energía (excepto que tienen energía suficiente como para penetrar las paredes del contador). Los contadores de Van Allen estaban hechos de un metal fino con conexiones aisladas en sus extremos.

## Historia

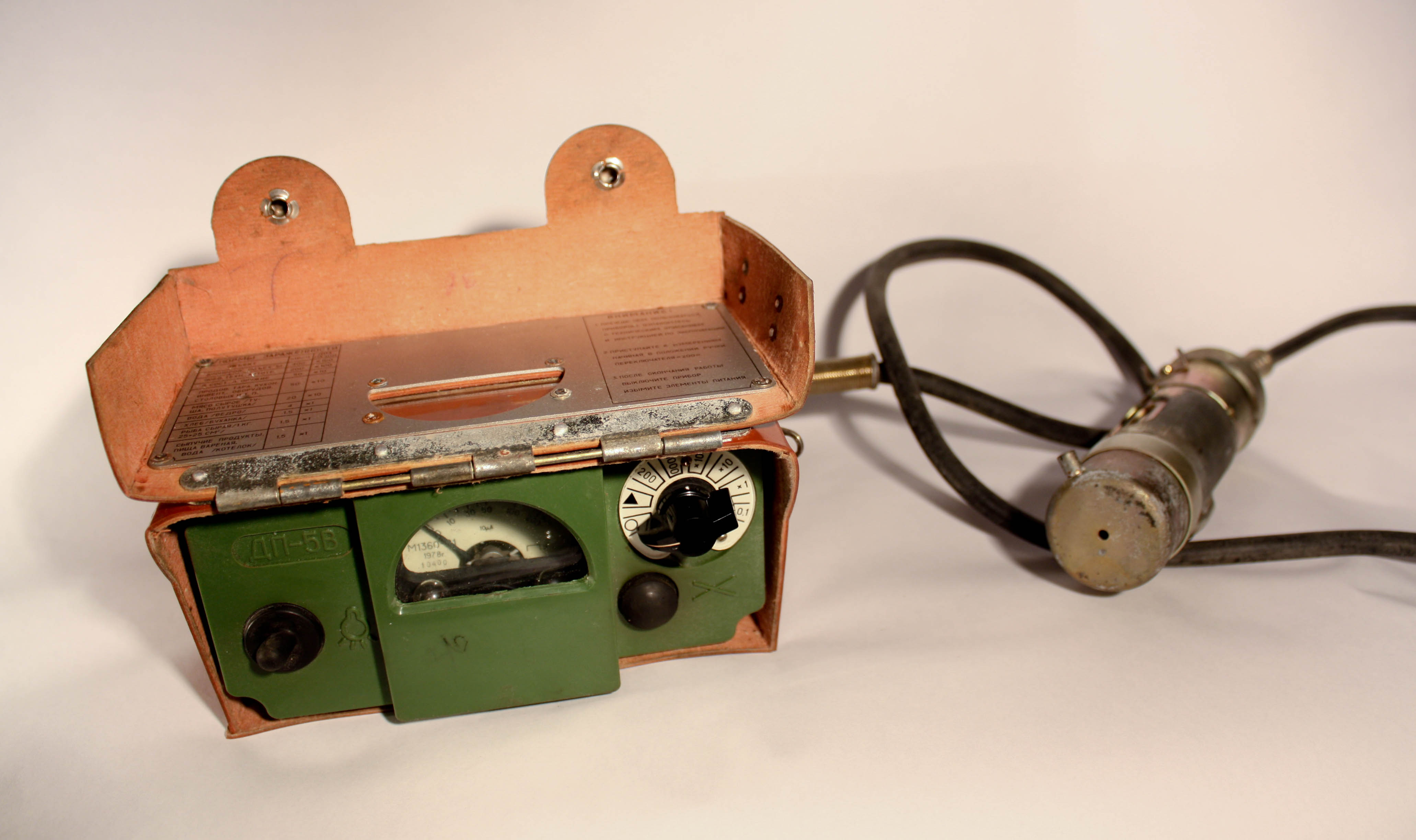
Contador Geiger. Modelo soviético DP-5V.

El primer dispositivo llamado "contador Geiger", que solo detectaba partículas alfa, fue inventado por el físico alemán Hans Geiger y su compañero  neozelandés Sir Ernest Rutherford en 1908.
No fue hasta 1928 cuando Geiger y Walter Müller (estudiante de doctorado de Geiger) desarrollaron el tubo Geiger-Müller sellado, basado en los principios básicos de ionización utilizados anteriormente de forma experimental. Se trataba de un aparato relativamente pequeño y robusto, capaz de detectar varios tipos de radiación ionizante. Consiguieron diseñar un instrumento práctico para medir la radiación que podía ser producido de forma relativamente barata, y así nació el contador Geiger-Müller. Dado que la señal de salida del tubo requería muy poco procesamiento electrónico (una clara ventaja en la era de las válvulas de vacío debido a la sencillez del mecanismo de conteo y al bajo consumo de energía del dispositivo), el instrumento alcanzó gran popularidad como detector de radiación portátil.
La versión actual del contador fue desarrollada por el físico Sidney H. Liebson en 1947. Este dispositivo tiene una duración mayor que los dispositivos originales de Geiger y precisa de un voltaje inferior.

## Principio de funcionamiento

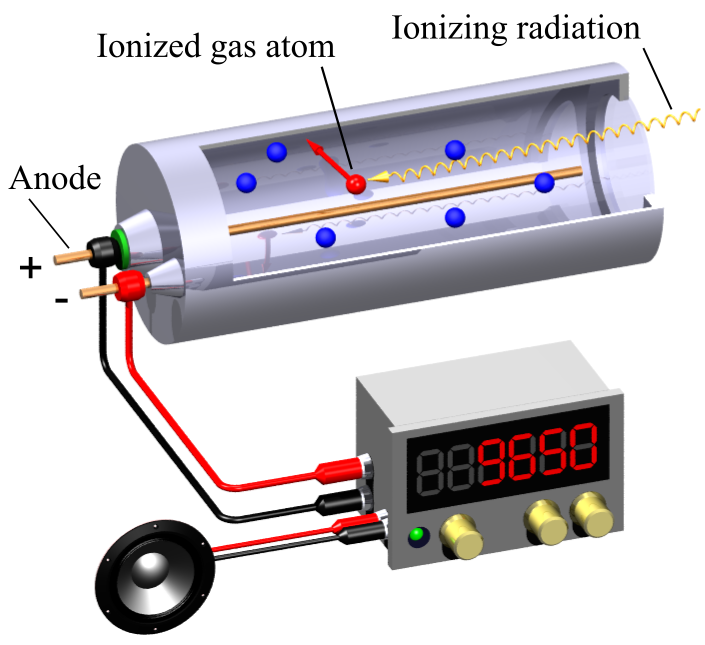
Esquema de un contador Geiger con tubo del tipo de "ventana final" para radiaciones poco penetrantes. Se utiliza un altavoz como indicador

Para las partículas alfa, partículas beta de baja energía y rayos X de baja energía, la forma habitual es un tubo cilíndrico (el denominado tubo Geiger-Müller) con una pequeña ventana. Para partículas de alta energía, se utilizan tubos de pared gruesa, en los que la radiación incidente es capaz de arrancar electrones del material del tubo (normalmente acero al cromo), desencadenando de forma indirecta la descarga iónica en el detector.
Cada vez que una partícula de radiación ioniza el gas contenido en el cilindro, el fuerte campo eléctrico creado por los electrodos del tubo acelera los iones y los electrones ganan energía suficiente para ionizar moléculas de gas adicionales y crear una avalancha de descargas (por el denominado efecto Townsed). Mediante el efecto "multiplicador del gas", teóricamente se produce un impulso de salida medible por cada evento ionizante, lo que permite que el contador Geiger controle el número de partículas que han incidido en el tubo.
En función del tipo de partículas que se desea controlar, el tubo debe ser diseñado de una determinada manera, compensando la distinta intensidad de los efectos físicos de cada tipo de partícula sobre la respuesta del tubo.
Así, se puede hablar de:
- Tubos de ventana y pared delgada adecuados para radiación de baja energía.
- Tubos de pared gruesa adecuados para radiaciones de alta energía.
- Tubos revestidos interiormente de boro para detectar neutrones.

Así mismo, es fundamental el control de descargas accesorias en el interior del tubo, para lo que es importante regular de forma efectiva la extinción de estas descargas, lo que actualmente se logra añadiendo una pequeña porción de gas halógeno y mediante procedimientos electrónicos de alta frecuencia que determinan el apagado y el encendido del campo eléctrico existente entre el cátodo y el ánodo.
Para equilibrar el distinto efecto de los rangos de energía medibles sobre el comportamiento del tubo, se suele recubrir con camisas de materiales con capacidad de atenuación de la radiactividad.

## Tipos y aplicaciones

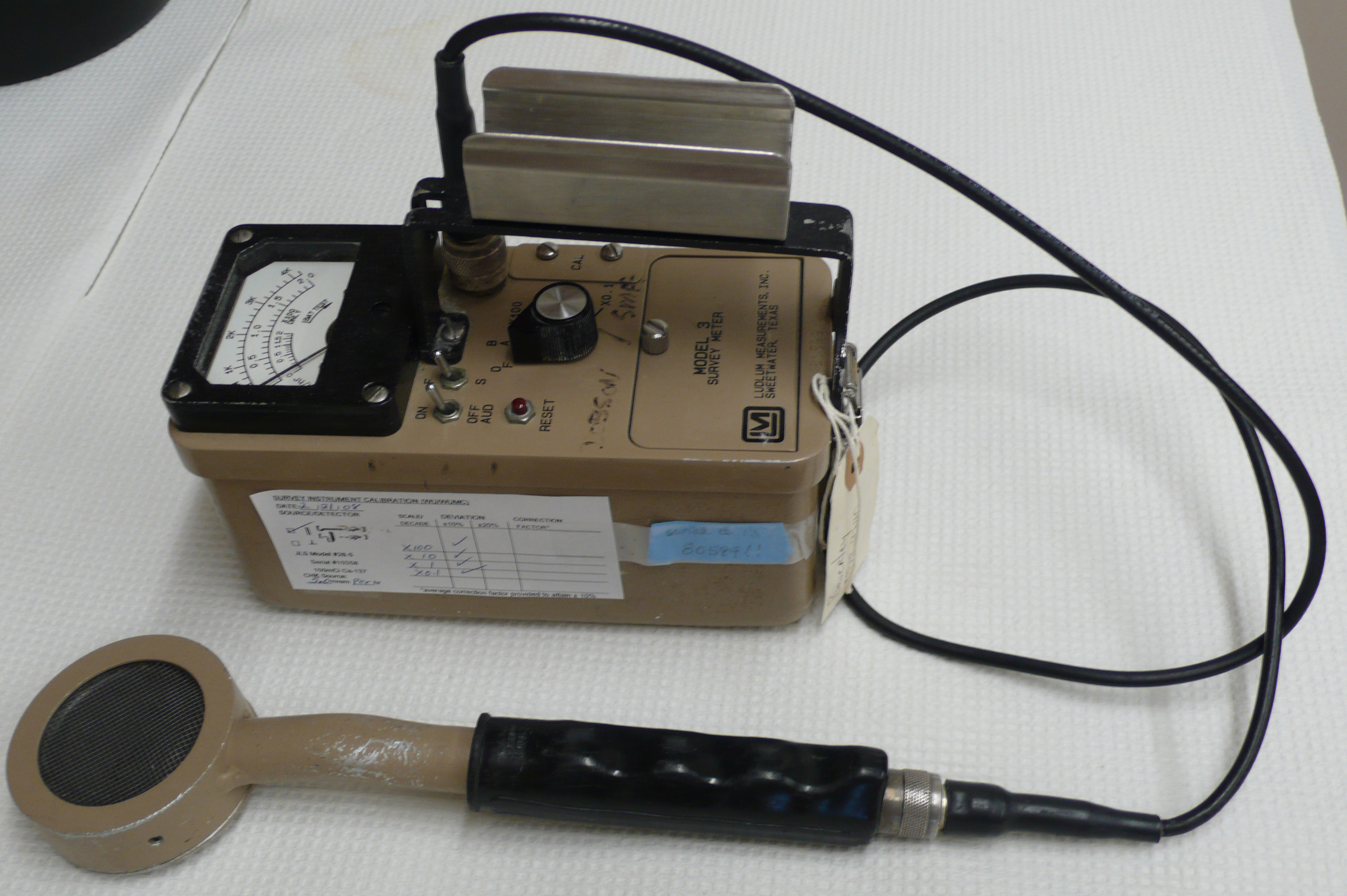
Contador G-M con detector tipo pancake

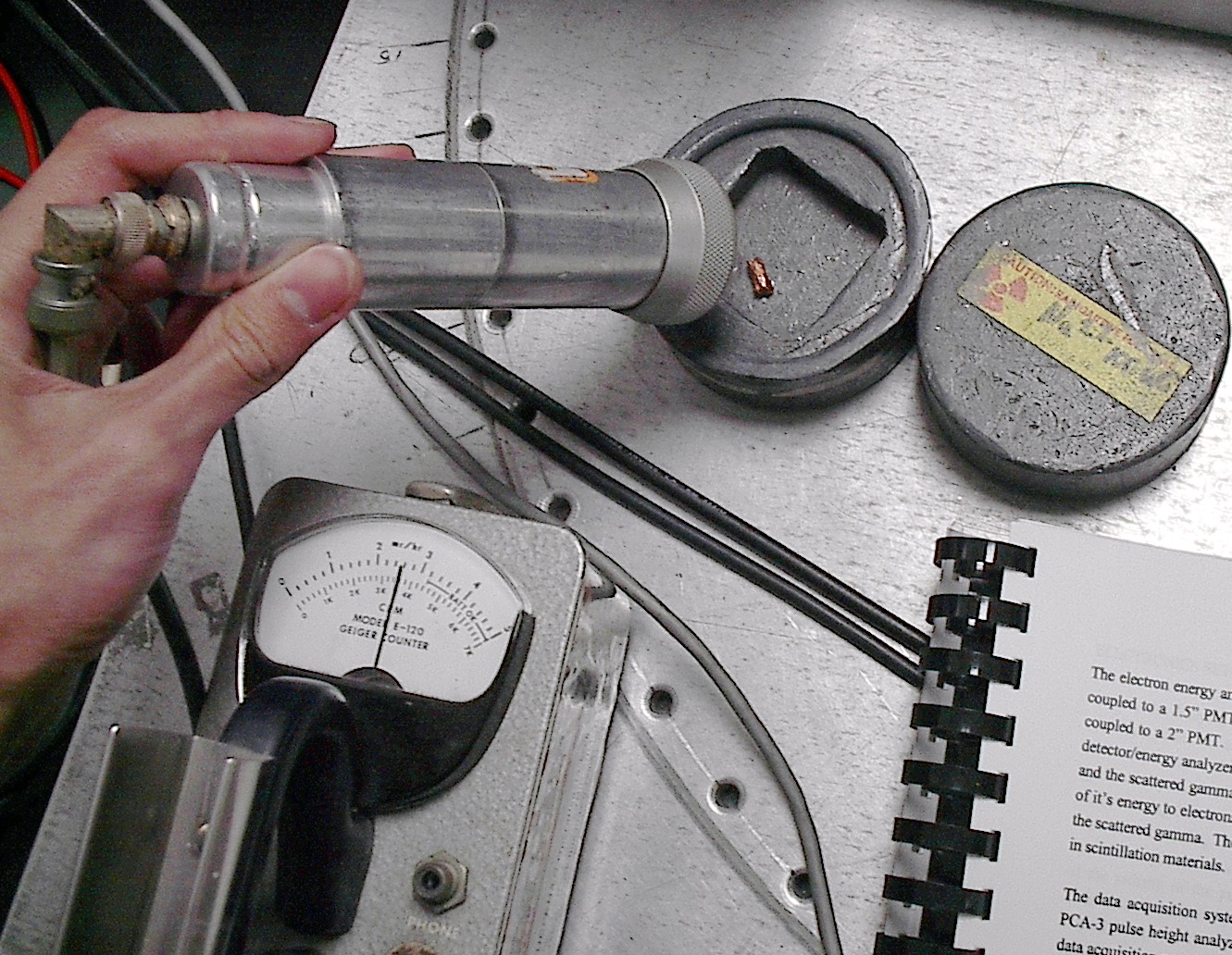
Uso en laboratorio de un contador G-M con un detector del tipo de ventana final para medir radiación beta de una fuente radioactiva

La aplicación y el uso de un contador Geiger están dictados completamente por los numerosos diseños del tubo. En general se pueden clasificar como de "ventana final", de "ventanas" (con "pared delgada" o con "pared gruesa"), y en ocasiones los híbridos de estos tipos.

### Detección de partículas
Los primeros usos históricos del dispositivo de Geiger eran para la detección de partículas alfa y beta, y el instrumento todavía se utiliza para este fin en la actualidad. Para las partículas alfa y beta de baja energía, se utilizan tubos del tipo "ventana final". Como estas partículas tienen un rango de alcance muy limitado, incluso al aire libre, y son fácilmente detenidas por materiales sólidos, tienen que ser utilizados muy de cerca. Por lo tanto, el tubo requiere una ventana que sea lo suficientemente delgada como para permitir que el mayor número posible de estas partículas alcance el gas del detector. La ventana se hace generalmente de mica con una densidad de aproximadamente 1,5 a 2,0 mg/cm².
Las partículas alfa tienen el rango más corto, y para detectarlas la ventana debe estar idealmente a menos de 10 mm de la fuente de radiación debido a la atenuación de partículas alfa en el aire libre. Sin embargo, el tubo GM produce una salida de impulsos que son de la misma magnitud para todas las radiaciones detectadas, por lo que un contador Geiger con un tubo de ventana final no puede distinguir entre partículas alfa y beta. Un operador experto puede utilizar el dispositivo a distintas distancias para diferenciar las partículas alfa y beta de alta energía, pero con el detector en contacto con la fuente de radiación los dos tipos son indistinguibles. El detector Geiger-Müller del tipo "pancake" es una variante de la sonda de ventana final, pero diseñado con un área de detección más grande para hacer la comprobación más rápidamente. Sin embargo, la presión atmosférica contra la baja presión del gas de llenado limita el tamaño de la ventana debido a la resistencia limitada de la lámina que la cierra.
Las partículas beta de alta energía también pueden ser detectadas por un tubo G-M con "ventanas" de pared delgada, sin la ventana final. Aunque las paredes de los tubos tienen una mayor potencia de frenado que la ventana delgada en un extremo del tubo, todavía permiten que estas partículas más energéticas lleguen al gas para ionizarlo.
Los detectores G-M portátiles de ventana final todavía se utilizan de forma general para la medición de la contaminación radioactiva, debido a su coste razonablemente bajo, su robustez y su relativamente alta eficiencia de detección; particularmente con partículas beta de alta energía. Sin embargo, para discriminar entre partículas alfa y beta u obtener información acerca de la energía de las partículas, deben utilizarse contadores de centelleo o contadores proporcionales. Esos tipos de instrumentos se fabrican con áreas del detector mucho más grandes, lo que significa que la comprobación de la contaminación de una superficie es mucho más rápida que con un contador G-M.

### Detección de radiación gamma y rayos X
Los contadores Geiger son ampliamente utilizados para detectar radiación gamma, y para ello se utiliza el tubo sin ventanas. Sin embargo, la eficiencia es generalmente baja debido a la mala interacción de los rayos gamma en comparación con las partículas alfa y beta. Por ejemplo, un tubo G-M de acero al cromo presenta sólo un 1% de eficiencia en un amplio intervalo de energías.
El artículo sobre el tubo Geiger-Müller incluye una descripción más detallada de las técnicas utilizadas para detectar la radiación fotónica. Para una alta gama de energías que depende en gran medida de la interacción de la radiación de fotones con el material de la pared del tubo, por lo general 1-2 mm de acero al cromo conforman un tubo de "paredes gruesas" para producir electrones dentro de la pared que pueden penetrar en el cilindro e ionizar el gas de relleno. Esto es necesario porque el gas de baja presión en el tubo tiene poca interacción con los fotones gamma de alta energía. Sin embargo, para los fotones de baja energía se produce una mayor interacción sobre el gas y con un efecto directo sobre la ionización del gas. Con la disminución de la energía por el efecto de atravesar la pared se da paso a una combinación del efecto de la pared y de la ionización directa, hasta que el efecto de ionización directa del gas se hace predominante. Debido a la variación en la respuesta a diferentes energías de los fotones, los tubos sin ventanas emplean lo que se conoce como "compensación de energía", que intenta equilibrar estas variaciones sobre una gran rango de energías.
La radiación fotónica de baja energía, como los rayos X de baja energía o los rayos gamma interactúan mejor con el gas de relleno. Por consiguiente, un diseño típico para la detección de fotones de baja energía para éstos es un tubo largo con una pared delgada o con una ventana final. El tubo tiene un volumen de gas más grande que un tubo de paredes de acero para dar una mayor probabilidad de interacción a las partículas.

### Detección de neutrones

Esquema de un contador de trifluoruro de boro para detectar neutrones térmicos.

Una variación del tubo Geiger se utiliza para medir neutrones, en el que el gas utilizado es trifluoruro de boro o helio-3 y un moderador de plástico se utiliza para ralentizar los neutrones. Esto crea partículas alfa en el interior del detector y por lo tanto los neutrones pueden ser contados.

### Medidores de radiación gamma
El término "contador Geiger" se utiliza comúnmente para referirse a un medidor portátil, sin embargo el principio del contador Geiger es de uso generalizado en las alarmas "Gamma" instaladas en zonas de protección de personal, y en la medición de procesos y aplicaciones de bloqueo.
Un tubo Geiger sigue siendo el dispositivo de detección, pero la electrónica de tratamiento de las señales tendrá un mayor grado de sofisticación y fiabilidad que la utilizada en un medidor manual.

### Diseño físico

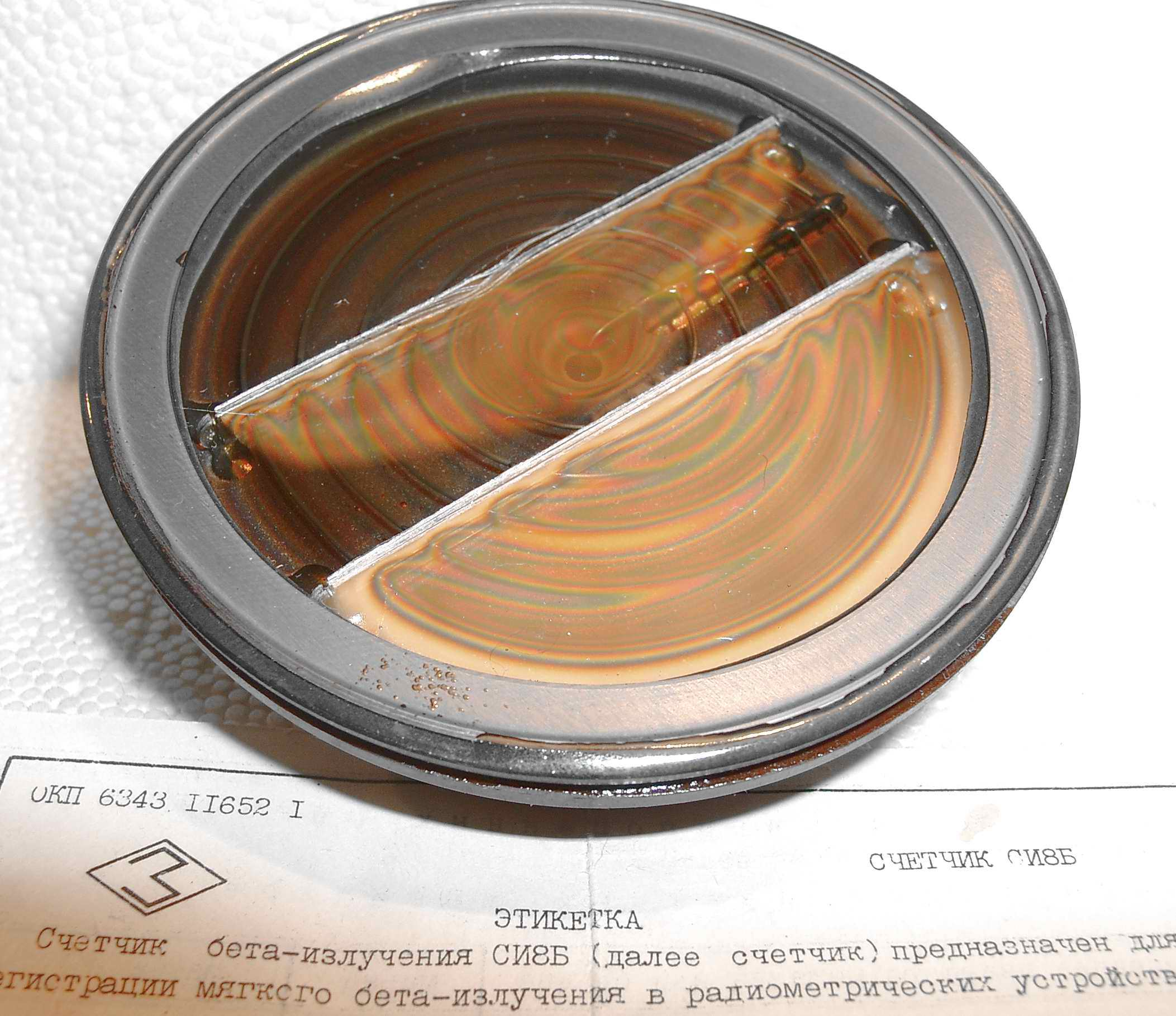
Tubo G-M del tipo Pancake utilizado para la detección de partículas alfa y beta; la delicada ventana de mica suele estar protegida por una malla cuando es instalada en el medidor.

Para los equipos portátiles hay dos configuraciones físicas fundamentales: la unidad "integral" que incluye el detector y la electrónica de proceso en la misma unidad, y el diseño "de dos piezas", que tiene una sonda detectora independiente y un módulo electrónico conectado por un cable corto.
La unidad integral permite la operación con una sola mano, por lo que el operador puede utilizar la otra mano para afianzar la seguridad de su posición, aunque el diseño de dos piezas permite una manipulación más fácil del detector, y se utiliza comúnmente para la vigilancia de la contaminación superficial alfa y beta. El cuidado que requeriría la manipulación de la sonda o el peso de la pieza electrónica hacen la operación difícil de ejecutar. Existen detectores con diferentes tamaños parque la carcasa generalmente tiene poco atenuación, y se emplea en mediciones ambientales gamma, donde la distancia a la fuente de radiación no es un factor significativo. Sin embargo, para facilitar las mediciones más localizadas tales como las de "dosis de radiación en superficie", la posición del tubo medidor en el interior de la carcasa del aparato suele estar indicada, de modo que se puede hacer una medición precisa con el tubo con la orientación correcta y a una distancia conocida de la superficie.
Hay un tipo particular de instrumento gamma conocido como un detector de "punto caliente", que tiene el tubo detector en el extremo de una varilla larga o de un conducto flexible. Se utiliza para medir ubicaciones gamma de alta radiación, protegiendo al operador por medio de un blindaje y mediante la operación a distancia.
Para la detección de partículas alfa y beta se pueden utilizar diseños integrales y de dos piezas. Una sonda tipo pancake (medidores alfa/beta) se utiliza generalmente para aumentar el área de detección en los instrumentos de dos piezas, siendo a la vez de un peso relativamente ligero. Los instrumentos integrales que utilizan un tubo de ventana final, disponen de un orificio en el cuerpo de la carcasa para evitar que detenga las partículas. También hay instrumentos híbridos que tienen una sonda separada para la detección de partículas y un tubo de detección gamma en el módulo electrónico. Los detectores son conmutables por el operador, dependiendo del tipo de radiación que se esté midiendo.

### Consejos de utilización
En el Reino Unido la Health and Safety Executive ha emitido una nota de orientación a los usuarios para la selección del mejor tipo de instrumento portátil según la aplicación de medición de radiación a realizar. Esta documentación cubre todas las tecnologías de los instrumentos de protección radiológica y es una guía comparativa útil para el uso de detectores G-M.
La guía no recomienda el detector G-M mixto para la detección de contaminación alfa y beta, y sólo se recomienda como "satisfactorio" para la contaminación beta. Sin embargo, para la radiación gamma y los rayos X de baja energía se recomienda como el mejor tipo de instrumento.